# Danny Lerner
Danny Lerner (em hebraico:  דני לרנר)(16 de fevereiro de 1973) é um roteirista, produtor e diretor de cinema israelense.

## Carreira cinematográfica
Danny Lerner é formado pelo Departamento de Cinema e Televisão da Universidade de Tel Aviv. Durante seus estudos no departamento, ele escreveu, dirigiu e produziu mais de 20 curtas-metragens.
Seu primeiro longa-metragem foi o thriller psicológico Dias Congelados (em hebraico:  ימים קפואים), que foi produzido como um filme independente de baixo orçamento por apenas US$ 25.000. O filme, estrelado por Anat Klausner, Oli Sternberg e Sandra Sade, estreou em 2005 no Festival Internacional de Cinema de Haifa, onde ganhou o prêmio de "Melhor Filme Israelense". O filme foi exibido em Israel, onde também foi indicado a dois prêmios Ophir (pela atuação e cinematografia de Klausner), e na França, sendo vendido para distribuição em vários outros países. O enredo do filme acompanha um jovem traficante de drogas que rouba a identidade de uma vítima de ataque terrorista que está em coma. O filme ganhou vários prêmios em festivais internacionais de cinema. Incluindo o prêmio de "Melhor Filme" no Festival de Cinema Nouveau na Bélgica e o prêmio de "Melhor Diretor" no Festival de Cinema de Phoenix. O filme também foi exibido em vários festivais de cinema, incluindo: o Festival de Cinema do AFI de Los Angeles, o Festival de Cinema de Sydney, os Festivais Internacionais de Cinema de Varsóvial, Xangai, São Paulo e muito mais.
O segundo filme de Lerner foi o filme de ação Kirot. O filme foi produzido como uma coprodução franco-israelense com um orçamento de US$ 2 milhões. O enredo do filme acompanha a amizade que se desenvolve entre uma caixa de supermercado que sofre abusos do marido, interpretada pela cantora Ninet Tayeb, e uma assassina de aluguel de uma organização criminosa, interpretada por Olga Kurylenko.
O filme estreou no Festival Internacional de Cinema de Toronto em 2009 e depois foi exibido em Israel. O filme foi vendido para distribuição em vários países, alguns sob o título internacional O Assassino da Porta ao Lado, incluindo Estados Unidos, Canadá, Grã-Bretanha, Itália, Alemanha, Rússia e outros. No Brasil, o filme foi traduzido como Lado a Lado com um Assassino. Em 2010, o filme participou do Festival Internacional de Cinema de São Petersburgo, do Festival de Cinema Feminino de Seul e do Festival Internacional de Cinema de Suspense de Bonn, na França.
Em 2011, Lerner ganhou o Film Art Award pelo Ministério da Cultura e Esporte. Razões dos juízes: "Lerner tem uma visão cinematográfica fascinante que combina os cinemas ocidentais com uma realidade local única e dolorosa.“ Lerner tem uma visão cinematográfica fascinante que combina cinema ocidental ordenado com realidade local única e dolorosa.

## Estilo artístico
Em seus filmes, Danny Lerner abordou vários aspectos da realidade de Israel, usando gêneros e elementos cinematográficos que não são frequentemente abordados no cinema israelense. Dias Congelados combina o gênero de suspense psicológico com terror e filme noir, e é entrelaçado com citações de filmes de Alfred Hitchcock e Roman Polanski. Kirot também incluiu homenagens a vários filmes, incluindo Nikita e Carlito's Way.

## Filmografia
- Frozen Days (2005) – Diretor, Roteirista e Produtor
- Kirot (2009) – Diretor e Roteirista